# سپیشسکا نوا وس
سپیشسکا نوا وس (به آلمانی: (Zipser) Neu(en)dorf) یک شهرک در اسلواکی با جمعیت ۳۸٬۳۵۷ نفر است که در Spišská Nová Ves District واقع شده‌است.